# Домик у моря
«Домик у моря», оригинальное название «Любовь, преодолевающая время» (кор. 시월애(Сиворэ); новая романизация: Siworae) — южнокорейская фантастическая мелодрама 2000 года. Международное английское название Il Mare означает Море на итальянском, это название дома на морском берегу, который и является местом действия истории. Корейское название Сиворэ — корейское произношение китайских иероглифов «時越愛» — означает «Любовь, преодолевающая время». Иероглиф 時 (корейское чтение «си») означает время. Иероглиф 愛 (корейское чтение «э») означает любовь. Иероглиф 越 (корейское чтение «воль») означает преодолевать. Буквально: Си(Время)-Воль(Преодолевающая)-Э(Любовь). При произношении следует учитывать, что «с» стоящее перед «и» в корейском языке смягчается и начинает по звучанию напоминать «щ».
Оба главных героя одновременно живут в одном доме на расстоянии в два года, но в состоянии общаться через таинственный почтовый ящик.
В 2006 году компанией Warner Bros. был снят ремейк этого фильма под названием «Дом у озера», в главных ролях Сандра Буллок и Киану Ривз.

## Сюжет
История начинается с того, что Ын Чжу выезжает из дома под названием «Иль Маре». Поскольку она уезжает, она оставляет рождественскую открытку в почтовом ящике с просьбой, чтобы следующий житель по возможности отправлял её почту ей. Сан Хён, студент-архитектор, получает её открытку, но он озадачен, так как Сан Хён — первый житель в «Иль Маре» и открытка датирована двумя годами вперёд. После переписки Ын Чжу и Сан Хён понимают, что живут на расстоянии в два года — Ын Чжу в 2000 году, а Сан Хён в 1998 году. После некоторого тестирования они обнаруживают, что почтовый ящик в «Иль Маре» позволяет им общаться, и они могут передавать объекты через него.
Используя почтовый ящик, Ын Чжу просит Сан Хёна найти кассетный плеер, который она потеряла два года назад. Сан Хён находит плеер для неё. После того, как его отец, известный архитектор, заболел, Сан Хён просит, чтобы Ын Чжу получила книгу о его отце. Однако, она попадает в небольшую аварию и, будучи госпитализированной, не может передать книгу Сан Хёну вовремя до смерти его отца. После чтения книги он, наконец, принимает любовь его отца и снова начинает заниматься архитектурной работой.
Так как Ын Чжу и Сан Хён продолжают переписку, они решают попробовать встретиться друг с другом, каждый в собственном времени. Ын Чжу «ведёт» Сан Хёна в луна-парк, где он следует её инструкциям о том, как хорошо провести время в парке. Сан Хён «ведёт» её в ресторан, где она пьёт бутылку вина, которую он оставил два года назад. Несмотря на хорошее времяпрепровождение в эти «встречи», они решают, что должны попытаться встретиться лично.
Ын Чжу и Сан Хён планируют встретиться лично на пляже, где она хотела построить дом через два года, в будущем Сан Хёна. Однако, когда Ын Чжу пришла на пляж, Сан Хён не появился. Она видит дом на пляже, который был построен для возлюбленной неизвестного архитектора. Когда Ын Чжу говорит Сан Хёну, что он не приехал, он удивлён, почему он не появился. Он не думает, что мог бы забыть о такой важной дате.
На работе Ын Чжу сталкивается со своим экс-женихом. Они собирались пожениться, но он уехал за границу на работу, в то время как она осталась в Корее. Они в конечном счёте расстались, и он женился на другой девушке. Ын Чжу, однако, всё ещё любит его. Эта встреча была шоком для Ын Чжу и в отчаянии, она просит Сан Хёна вмешаться и помешать её жениху уехать два года назад. После отправки письма, Ын Чжу внезапно понимает, что в этот день она видела автомобиль, который сбил Сан Хёна. Ын Чжу мчится к Сан Хёну в архитектурную школу и узнаёт, что Сан Хён был тем пешеходом и что дом, построенный на пляже, был разработан Сан Хёном для неё. Она немедленно мчится к почтовому ящику и посылает письмо, говоря ему об опасности.
Заключительная сцена возвращается к началу фильму, где Ын Чжу собирается положить свою рождественскую открытку в почтовый ящик в «Иль Маре». Незнакомец приближается к ней с письмом в руке, письмом, которое Ын Чжу послала, чтобы предупредить Сан Хёна, чтобы он не пошёл на встречу. Сан Хён получил её письмо с предупреждением, и его не сбил автомобиль. Хотя Ын Чжу ничего не помнит о переписке, Ын Чжу и Сан Хён наконец встречаются.

## В ролях
- Ли Чон Чжэ — Сан Хёна
- Джианна Чун — Ын Чжу

## Ремейк
Кинокомпания Warner Bros. приобрела права на создание американского ремейка под названием «Дом у озера» с Сандрой Буллок и Киану Ривзом в главных ролях. Он был выпущен 16 июня 2006 года. В этом фильме название Il Mare использовалось в качестве названия ресторана, где Кейт и Алекс собирались встретиться.